# Joel Lützow
Joel Peter August Lützow, född Lundberg 17 mars 1995 i Sollentuna, är en svensk skådespelare. Han är uppvuxen i Sollentuna men gick i Franska skolan på gymnasiet. Nu studerar han vid Kungliga Tekniska högskolan. Under hösten 2015, hösten 2017 och hösten 2018 vikarierade Lützow som lärare på Södra Latins gymnasium i Stockholm.
Han debuterade 2003 vid sju års ålder med en roll i årets Julkalender och har sedan dess medverkat i antal filmer och TV-produktioner. Lützows mest framträdande film Klara har dubbats på flera olika språk.

## Filmografi
| År        | Titel                                | Roll        | Noteringar        |
| --------- | ------------------------------------ | ----------- | ----------------- |
| 2003      | Håkan Bråkan                         |             |                   |
| 2005      | Supersnällasilversara och Stålhenrik | Anders      |                   |
| 2009-2010 | Guds tre flickor                     | Morgan      | 3 avsnitt         |
| 2010      | Klara                                | Jonte       |                   |
| 2011–2012 | Dubbelliv                            | Alex        |                   |
| 2014      | Vikingshill                          | Johan       | 5 avsnitt         |
| 2015      | Samma som du                         | Tobbe       | Kortfilm          |
| 2015      | Morden i Sandhamn                    | Christoffer | TV-film 3 avsnitt |
| 2015–2022 | Gåsmamman                            | Gustav Ek   |                   |
| 2019      | Filip och Mona                       | Hugo        |                   |
| 2022      | The Playlist                         | Andreas Ehn |                   |
| 2022      | Feed                                 | Jens        |                   |